# Villa Hayes
Villa Hayes é uma cidade e capital do Departamento Presidente Hayes. A cidade situa-se às margens do rio Paraguai e a 31 km de Assunção. Possui uma população de 68.493 habitantes. Sua economia é baseada na agropecuária, indústria e turismo.

## Transporte
O município de Villa Hayes é servido pela seguinte rodovia:
- Caminho em terra ligando o município a cidade de Puerto Pinasco
- Caminho em terra ligando o município a cidade de Benjamín Aceval
- Ruta 05, que liga a localidade de Pozo Colorado - em sua zona rural -  à cidade de Ponta Porã (Mato Grosso do Sul) - (BR-463)
- Ruta 12, que liga a cidade ao Parque Nacional Tinfunqué.[1][2][3]